# Saint-Benoît-du-Lac
Saint-Benoît-du-Lac är en kommun i provinsen Québec i Kanada. Den ligger i regionen Estrie, i den sydöstra delen av landet, 270 km öster om huvudstaden Ottawa. Kommunen omfattar marken som tillhör ett benediktinerkloster vid Lac Memphrémagog. Den saknar konventionell kommunal organisation utan administreras i stället av klostret.